# Joan Aruz
Pour les articles homonymes, voir Aruz.
Joan Aruz, née en 1942, est une archéologue américaine[réf. nécessaire], spécialiste de la Mésopotamie.

## Biographie
Depuis février 2002, Joan Aruz est conservatrice du département des arts antiques du Proche-Orient au Metropolitan Museum of Art.

## Publications
- (en) Prudence O. Harper, Joan Aruz et Françoise Tallon, The royal city of Susa : ancient Near Eastern treasures in the Louvre, New York, The Metropolitan Museum of Art, New York, 1992, 32-33 p. (ISBN 0-87099-651-7, lire en ligne)
- (en) Prudence O. Harper, Evelyn Klengel-Brandt, Joan Aruz et Kim Benzel, Assyrian Origins : Discoveries at Ashur on the Tigris, New York, The Metropolitan Museum of Art, 1995 (lire en ligne)
- Joan Aruz et Ronald Wallenfels, Art of the First Cities: The Third Millennium B.C. from the Mediterranean to the Indus, The Metropolitan Museum of Art, New York, coll. « Metropolitan Museum of Art Series », 2003 (ISBN 1-58839-043-8, lire en ligne), p. 352